# CTWM
CTWM — менеджер окон для X Window System, основанный на исходных кодах twm, но расширенный с целью поддержки виртуальных рабочих столов.
Помимо больших возможностей настройки, CTWM поддерживает до 32-х рабочих столов, формат XPM, расширенное управление иконками, анимированные иконки и обои, трёхмерные рамки и заголовки. Также менеджер обратно совместим с twm и имеет элементарную поддержку GNOME.

## История
CTWM был создан Claude Lecommandeur. Несмотря на свою популярность, у проекта долгое время не было официального веб-сайта. В 1999 году Dan Lilliehorn создал и поддерживал сайт, посвящённый CTWM до начала 2003 года.
В начале 2003 года Claude оставил проект и его место занял Richard Levitte. Он же создал и поддерживает официальный сайт проекта.

## Темы

### Классические
Внешний вид CTWM настраивается с помощью тем. Доступны следующие «классические» темы:
- Clearblue,
- Gnome,
- Windows 98,
- CTDesk,
- Noir,
- Du,
- Marco,
- Neo-Classic,
- MC,
- Tabular.

Каждая тема представляет собой набор скриптов и графических файлов в формате X Pixmap.

### CTS
Для облегчения установки и управления темами была разработана «CTWM Themes System» или CTS.